# 3 Juno
För andra betydelser, se Juno (olika betydelser).
3 Juno var den tredje asteroiden som upptäcktes. Upptäckten gjordes av den tyske astronomen Karl Ludwig Harding, den 1 september 1804 med hjälp av ett teleskop med endast 50 mm öppning. Den gavs namnet Juno efter gudinnan Juno, som var den största gudinnan av alla i den romerska mytologin.
Juno står för ca 1,2% av all massa i asteroidbältet och den är huvudasteroiden i Juno-gruppen. Juno är en typisk S-asteroid. Infraröda bilder visar att den har en krater på nästan 100 km i diameter. Jämför det med att Juno själv har en genomsnittlig diameter på 230 km.

## Fysiska egenskaper
Vid studier av den ovan nämnda stora kratern har det framkommit att den troligen har bildats ganska nyligen. Den avslöjar dessutom att asteroidens skorpa innehåller olivin och pyroxen.